# Ztracené děti frankismu
Ztracené děti frankismu nebo též frankismem ukradené děti (španělsky: niños perdidos del franquismo, resp. niños robados por el franquismo) je označení pro španělské děti, které byly odebrány svým rodičům během španělské občanské války a v období frankistického režimu. Důvodem bývalo odlišné politické smýšlení rodičů, tedy jejich sympatie k republikánům a opozice vůči katolické církvi. Tato praxe však z finančních důvodů pokračovala až do začátku 90. let 20. století. 
Do těchto praktik byli kromě lékařů zapojeni také kněží a řádové sestry. Katolická církev měla během frankismu ve společnosti velmi silné postavení, provozovala školy, dětské domovy i nemocnice. Jeptišky a kněží vedli čekací listiny budoucích adoptivních rodičů z politicky spolehlivých rodin. Jeptišky i lékaři matkám krátce po porodu oznamovali, že jejich dítě zemřelo. Poté bylo předáno adoptivním rodičům. Zpočátku byla motivace zřejmě více ideologická, postupem času ale byly děti také prodávány, a šlo tak často o výnosný obchod. 
V roce 2008 vyšetřující soudce Baltasar Garzón odhadl, že od rodičů bylo odloučeno na 30 000 dětí. Podle odhadu uvedeného BBC to však může být až desetinásobek. V tomto čísle však mohou být započítány i děti, které se staly sirotky během občanské války, a jejichž adopce tak nebyla politickými důvody ovlivněna. 
V říjnu 2018 byl soudem osvobozen gynekolog Eduardo Vela, který v roce 1969 unesl matce dceru a předal ji bezdětnému páru. Padělal rodný list dítěte a adoptivní matku na něm uvedl jako biologického rodiče. Soud uznal, že Vela je vinen, zločin už ale byl promlčený. Je to zatím jediný případ, který se dostal před soud. Na soudy se přitom obrátily tisíce podobně postižených lidí. 
V roce 2017 byla naopak jedna žena odsouzena za očerňování řádové sestry, kterou obvinila z toho, že ji v roce 1962 odebrala biologické matce a předala adoptivnímu otci, prominentnímu frankistovi.